# Diego Guilloud

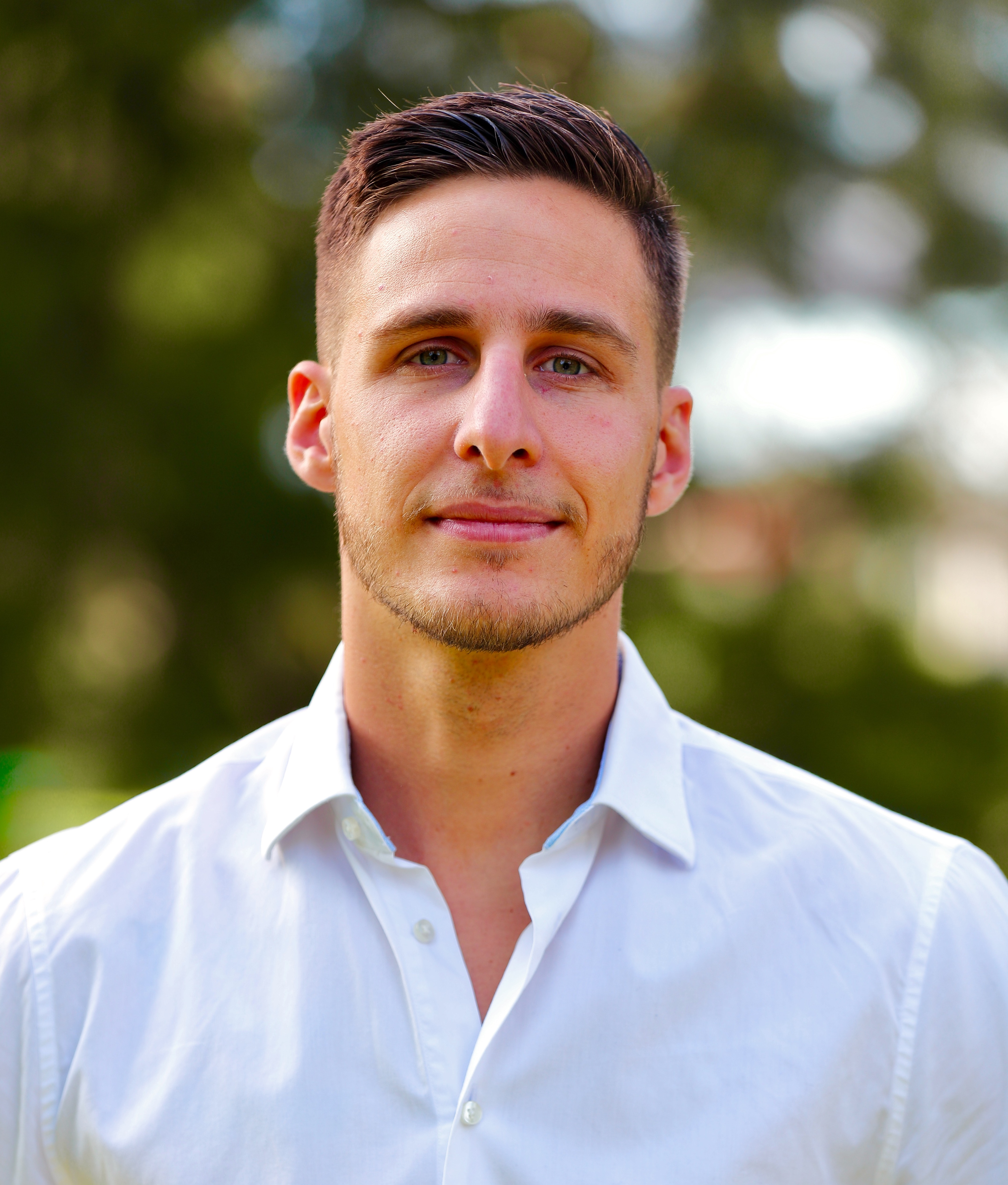
Diego Guilloud (2018)

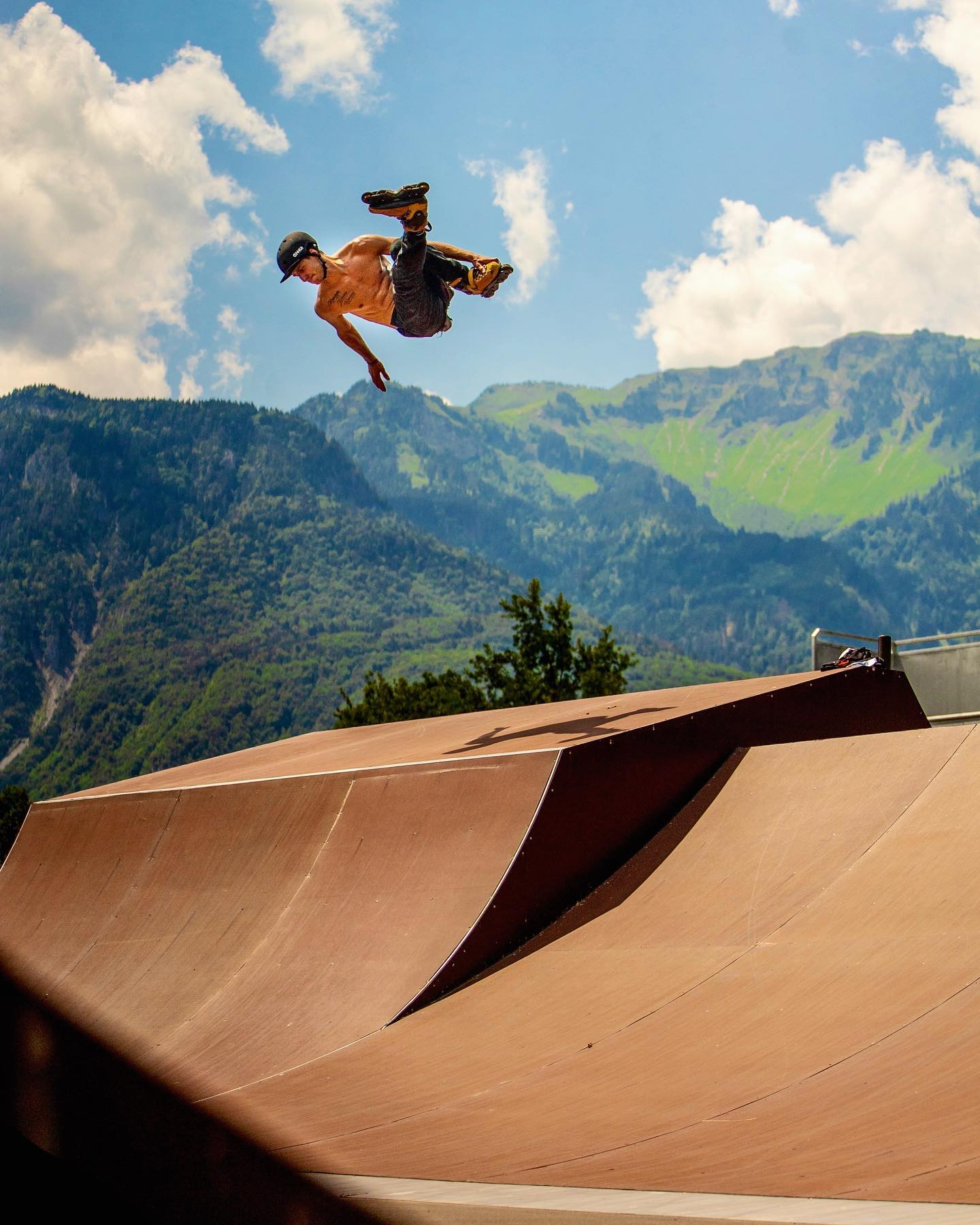
Guilloud bei der Durchführung eines Flatspin 540

Diego Guilloud (* 1990 in Genf) ist ein Schweizer Freestyle-Inlineskater.

## Sportliche Karriere
Guilloud entdeckte das Rollschuhlaufen im Jahr 2000, als er 10 Jahre alt war. Von da an widmete er sich dieser Sportart und trainierte viele Stunden im Skatepark Plainpalais. Im Alter von 13 Jahren begann er durch Europa zu reisen, um an internationalen Wettbewerben teilzunehmen und Videos zu drehen.
Er wurde 2010 in den Vereinigten Staaten Vize-Amateurweltmeister. Im Jahr 2022 gewann er bei den World Skate Games in Buenos Aires den ersten offiziellen Titel des Freestyle-Skating-Weltmeisters in der Kategorie Street. Bei der Europameisterschaft im Roller Freestyle 2023 in Sesimbra, Portugal, belegte er den dritten Platz.
Guilloud ist zudem Schweizer Meister und Präsident des Genfer Roller-Freestyle-Verbands (Stand 2022).

## Persönliches
Diego Guilloud ist verheiratet und hat einen Sohn. Seine ältere Schwester ist das Model Sabrina Guilloud (* 1987), die 2010 zur Vize-Miss-Schweiz gewählt wurde. Er absolvierte eine Berufsmatura am Collège et Ecole de commerce André-Chavanne im Genfer Vorort Le Petit-Saconnex.